# NGC 4393
NGC 4393 је спирална галаксија у сазвежђу Береникина коса која се налази на NGC листи објеката дубоког неба.
Деклинација објекта је + 27° 33' 43" а ректасцензија 12h 25m 51,3s. Привидна величина (магнитуда) објекта NGC 4393 износи 12,7 а фотографска магнитуда 13,4. Налази се на удаљености од 9,7000 милиона парсека од Сунца. NGC 4393 је још познат и под ознакама UGC 7521, MCG 5-29-83, CGCG 158-104, PGC 40600.